# Kate Bisschop-Swift
Catharina Seaton Foreman Bisschop-Veloz, coneguda com a Kate (Londres, 6 d'abril de 1834 - La Haia, 16 de maig de 1928) fou una pintora neerlandesa d'origen anglès, coneguda principalment per les seves escenes domèstiques i natures mortes.

## Biografia
Ella va ser en gran part autodidacta. A la fi de la dècada de 1860, va prendre algunes lliçons del pintor holandès, Christoffel Bisschop, es van casar el gener de 1869, i es van traslladar a viure als Països Baixos. Van habitar a Scheveningen en una vila anomenada "Frisia", a pesar que van treballar majoritàriament a Ljouwert.
El 1874, juntament amb Gerardina Jacoba van de Sande Bakhuyzen, Sientje van Houten i Margaretha Roosenboom, van pintar el Haagse weeskinderen, com a regal per a la reina Sofia de Wurtemberg amb ocasió del 25º aniversari de Sofia i el seu marit el rei Guillem III dels Països Baixos. Dos anys més tard, va ser una co-fundadora del Hollandsche Teekenmaatschappij; exhibint regularment a l'Haia, així com al Stedelijk Museum Amsterdam.
El seu marit va morir el 1904. Ella va ser nomenada membre honorari de la Reial Frisian Societat for History and Culture el 1914. Després de la seva mort, els seus treballs restants i les seves pertinences van ser transferides des de la seva vila al Museu Fries. Entre tots els objectes s'incloïa una gran selecció de les joies que se li havien donat per diversos sobirans europeus.

## Galeria

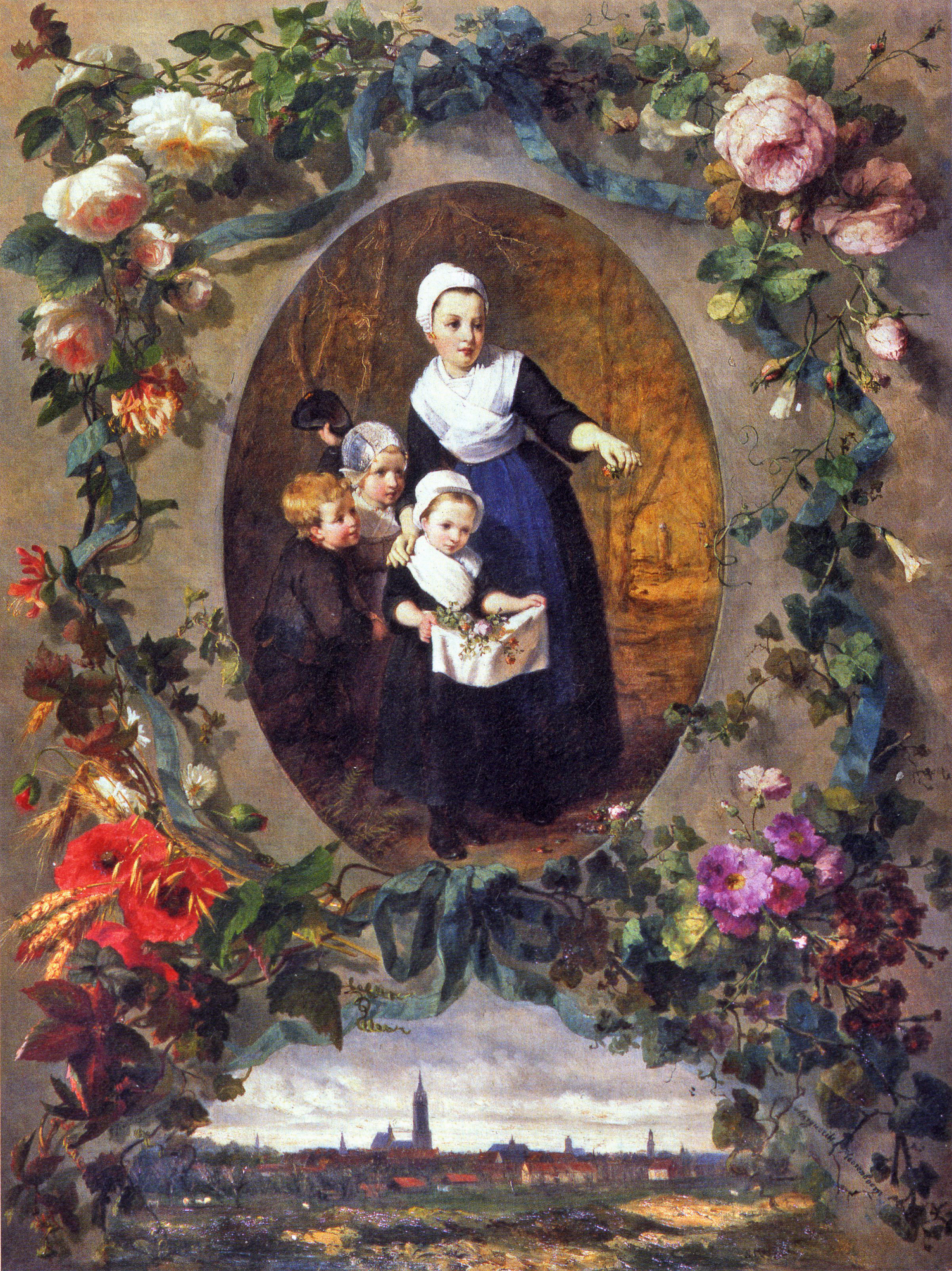
Els orfes de la Haia
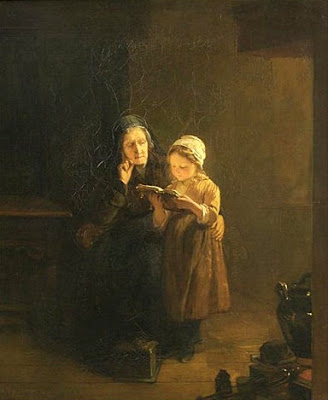
Dona vella amb nens
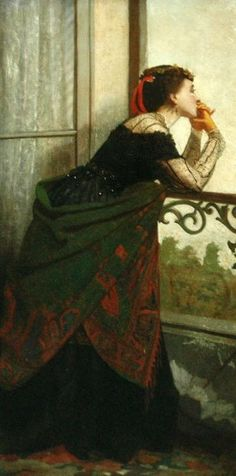
Al balcó
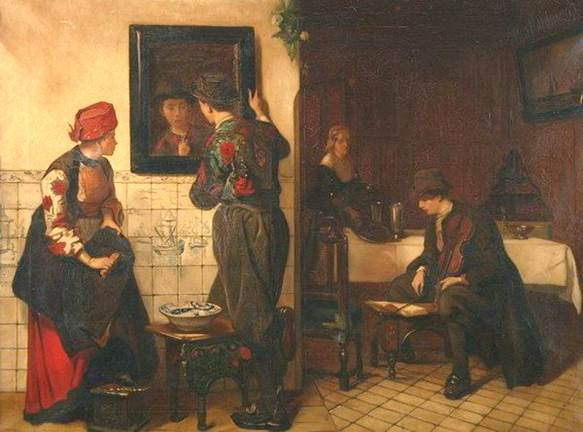
Interior holandès amb quatre figures
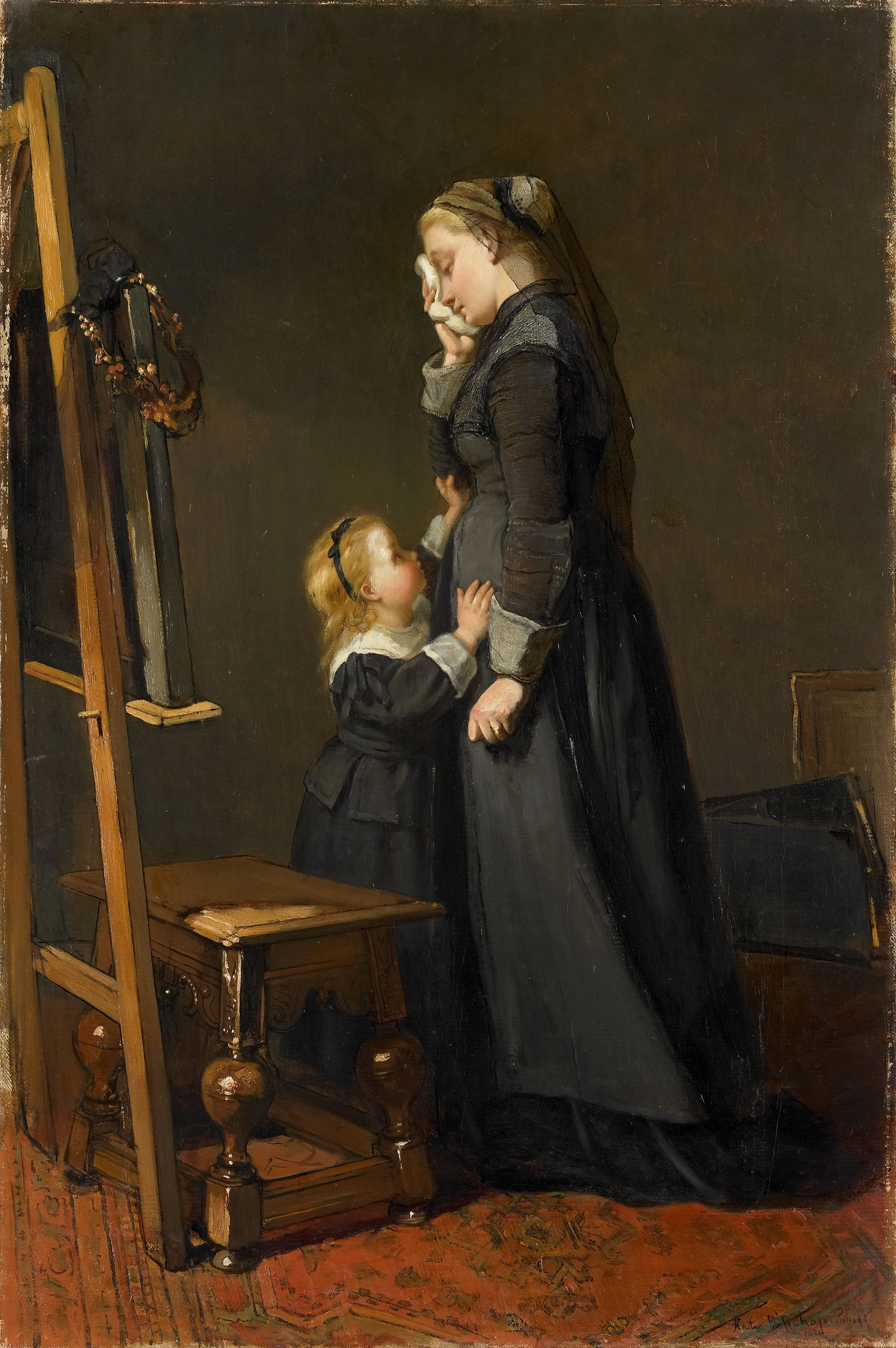
La vídua del pintor